# Maurice Lucas
Maurice „The Enforcer“ Lucas (* 18. Februar 1952 in Pittsburgh, Pennsylvania; † 31. Oktober 2010 in Portland, Oregon) war ein US-amerikanischer Basketballspieler auf der Position Power Forward, der 1977 mit den Portland Trail Blazers die NBA-Meisterschaft gewann.

## Biografie
Lucas spielte zunächst im Basketballteam der Pittsburgh High School und danach der Marquette University in Milwaukee. 1974 führte er das Team der Marquettes zum Gewinn der Meisterschaft in der National Collegiate Athletic Association (NCAA) gegen die North Carolina State University und wurde zusammen mit seinem späteren Teamkollegen bei den Portland Trail Blazers Bill Walton für das All-Final Four-Team ausgewählt. In der Saison 1973/74 erzielte er durchschnittlich 15,8 Punkte sowie Rebounds in jedem Spiel.
Anschließend wurde er Spieler der Spirits of St. Louis und der Kentucky Colonels in der American Basketball Association (ABA) und hatte dort einen Durchschnitt von 15,2 Punkten und 10,8 Rebounds pro Spiel.
Im Jahr der Fusion der National Basketball Association (NBA) mit der ABA 1976 wurde der 2,06 Meter große Lucas Spieler bei den Portland Trail Blazers und hatte in seiner ersten Saison 1976/77 einen Durchschnitt von 20,2 Punkten und 11,2 Rebounds pro Spiel. Mit einem 4:2 gegen die Philadelphia 76ers gewann das Team von Jack Ramsay 1977 die erste NBA-Meisterschaft.
1980 wechselte er zu den New Jersey Nets und war später Spieler bei den New York Knicks (1981/82), Phoenix Suns (1982–1985), den Los Angeles Lakers (1985/86) und den Seattle SuperSonics (1986/87). Zuletzt spielte er in der Saison 1987/88 wieder bei den Portland Trail Blazers. Während der zwölf Jahre in der NBA hatte Lucas nicht nur einen Durchschnitt von 14,4 Punkten und 8,8 Rebounds je Spiel, sondern wurde auch fünf Mal zu den NBA All-Star Games berufen.
Seine Rückennummer 20 wurde 1988 nach seinem Ausscheiden als aktiver Spieler zurückgezogen und nicht mehr erneut vergeben. Von 2004 bis zu seinem Tod war er Co-Trainer von Head Coach Nate McMillan, wenngleich er zuletzt seit November 2009 nicht mehr bei den Trainingseinheiten und Spielen anwesend war, da er sich Operationen wegen seiner Blasenkrebserkrankung unterziehen musste.
Die Marquette University vergab später Lucas Rückennummer 20 ebenfalls nicht mehr und nahm Maurice Lucas in ihre Hall of Fame auf. Bill Walton benannte seinen Sohn Luke Walton, ein Spieler bei den LA Lakers, nach ihm.